# 香華
香華（こうげ）とは
1. 仏前に供える香と花のこと。また、その役務を担う菩提寺を香華院と呼ぶ。
2. 有吉佐和子の小説。本項で説明。

『香華』（こうげ）は、有吉佐和子の小説、およびそれを原作とした映画およびテレビドラマ。

## 小説
『婦人公論』で1961年1月号から12月号まで連載され、1962年に中央公論社から刊行された。

## 映画
『香華』は、1964年5月24日に松竹の製作・配給で公開された。

### スタッフ
- 監督・製作・脚本：木下惠介
- 製作：白井昌夫
- 原作：有吉佐和子
- 撮影：楠田浩之
- 音楽：木下忠司
- 美術監督：伊藤熹朔
- 照明：豊島良三
- 録音：大野久男
- 編集：杉原よ志

### キャスト
- 朋子：岡田茉莉子
- 郁代：乙羽信子（東宝）
- つな：田中絹代
- 太郎丸：杉村春子
- 江崎：加藤剛
- 野沢：岡田英次
- 敬助：北村和夫
- 叶楼々主：柳永二郎
- 女将：市川翠扇
- 杉浦：菅原文太
- 呉服屋の番頭：桂小金治
- 神波伯爵：宇佐美淳也
- 大叔父：村上冬樹
- 宇治みさ子
- 北見治一
- 草野大悟
- 野村昭子
- 中村たつ
- 赤沢亜沙子
- 関口銀三
- 大滝：新克利
- 長山藍子
- 青山万里子
- 八郎：田中晋二→三木のり平（東宝）
- 村田：内藤武敏
- 安子：岩崎加根子
- 江崎の妻：奈良岡朋子
- 江崎の息子：田村正和，松川勉
- 万代峯子（東宝）
- 野々村潔
- 平松淑美
- 浜村純
- 稲葉義男
- 可知靖之
- 林家珍平

## テレビドラマ

### 1965年
1965年1月4日から同年3月2日まで、NET（現：テレビ朝日）系列の『ポーラ名作劇場』で放送。

#### スタッフ
- 原作：有吉佐和子
- 主な脚本：鳴澤昌茂
- 主な演出：山本勝則

#### キャスト
- 山田五十鈴
- 森雅之
- 扇千景
- 二木てるみ
- 金子信雄
- 嵯峨善兵
- 菊ひろ子

### 1969年
1969年1月6日から同年2月21日まで、フジテレビ系列の『ライオン奥様劇場』で放送。テレビ映画。白黒作品。

#### スタッフ
- 原作：有吉佐和子
- 脚本：田井洋子、近藤若菜
- 監督：堀内真直
- 音楽：牧野由多可
- 企画：大塚貞夫
- プロデューサー：金澤佳都夫、伊藤康祐
- 制作：歌舞伎座テレビ室、フジテレビ

#### キャスト
- 若柳菊
- 阿部洋子
- 高橋俊行
- 宝生あやこ
- 加賀ちか子
- 柳沢真一
- 睦五郎
- 加藤和恵
- 若松和子
- 若原啓子

### 1993年
1993年8月23日と8月30日の2回に渡って、テレビ東京TXN系列の『日本名作ドラマ』で放送。

#### スタッフ
- 原作：有吉佐和子
- 脚本：綾部伴子
- 演出：森﨑東
- 監督補：鶴巻日出雄
- 助監督：山本保博
- 録音：米山英明、脇坂孝行、岩田広一（以上 映広）
- 音楽：岩間康平
- 選曲：山川繁
- プロデューサー：田中浩三、原克子、佐々木彰
- プロデューサー助手：溝口靖
- 制作：テレビ東京、松竹

#### キャスト
- 墨田ユキ
- 倍賞美津子
- 平田満
- 竹本孝之
- 吉村実子
- 岩本多代
- 大杉漣
- 加島潤
- 江藤漢
- 川村一代
- 吉宮君代
- 澤山雄史
- 染谷勝則
- 武藤令子
- 菅原昌代
- 光映子
- 岩崎友美
- 赤井由紀子
- 今井紀恵
- 山村志津子
- 春日とよ紅葉
- 松野芳子

| NET系列 ポーラ名作劇場          | NET系列 ポーラ名作劇場 | NET系列 ポーラ名作劇場 |
| 前番組                          | 番組名                 | 次番組                 |
| ------------------------------- | ---------------------- | ---------------------- |
| 悪名高き女                      | 香華 （1965年）        | ドライママ             |
| フジテレビ系列 ライオン奥様劇場 |                        |                        |
| 愛やまず                        | 香華 （1969年）        | 女の十字架             |
| テレビ東京系列 日本名作ドラマ   |                        |                        |
| 斜陽                            | 香華 （1993年）        | 野菊の墓               |